# Hymenoceridae
Hymenoceridae é uma família de crustáceos decápodes da superfamília Palaemonoidea da infraordem Caridea (camarões). A família é considerade monotípica incluindo apenas o género Hymenocera, com uma única espécie, Hymenocera picta, descrita por James Dwight Dana em 1852 e comercializada para aquariofilia sob o nome de camarão-arlequim.

## Galeria

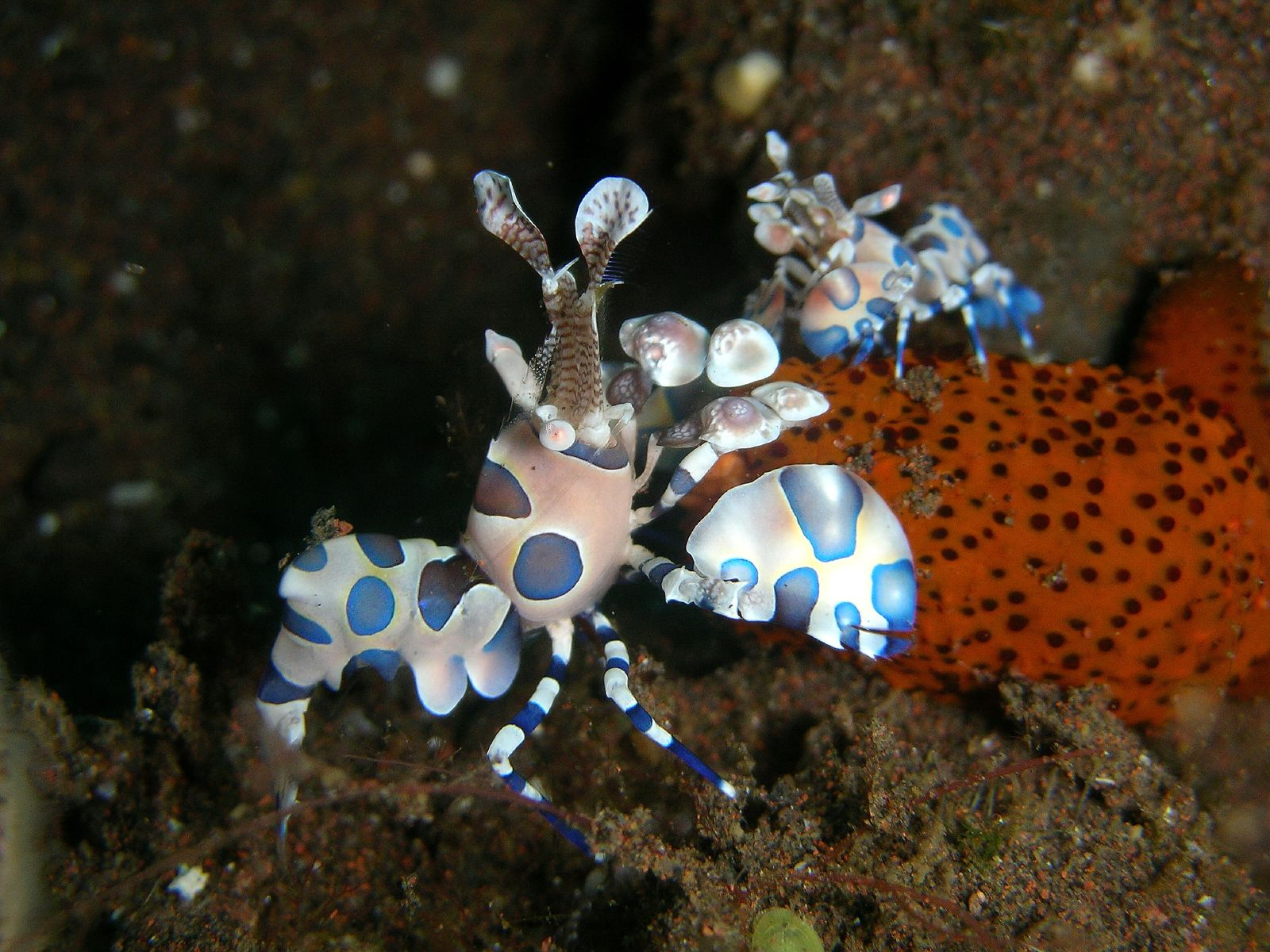
Espécimes de Hymenocera picta.
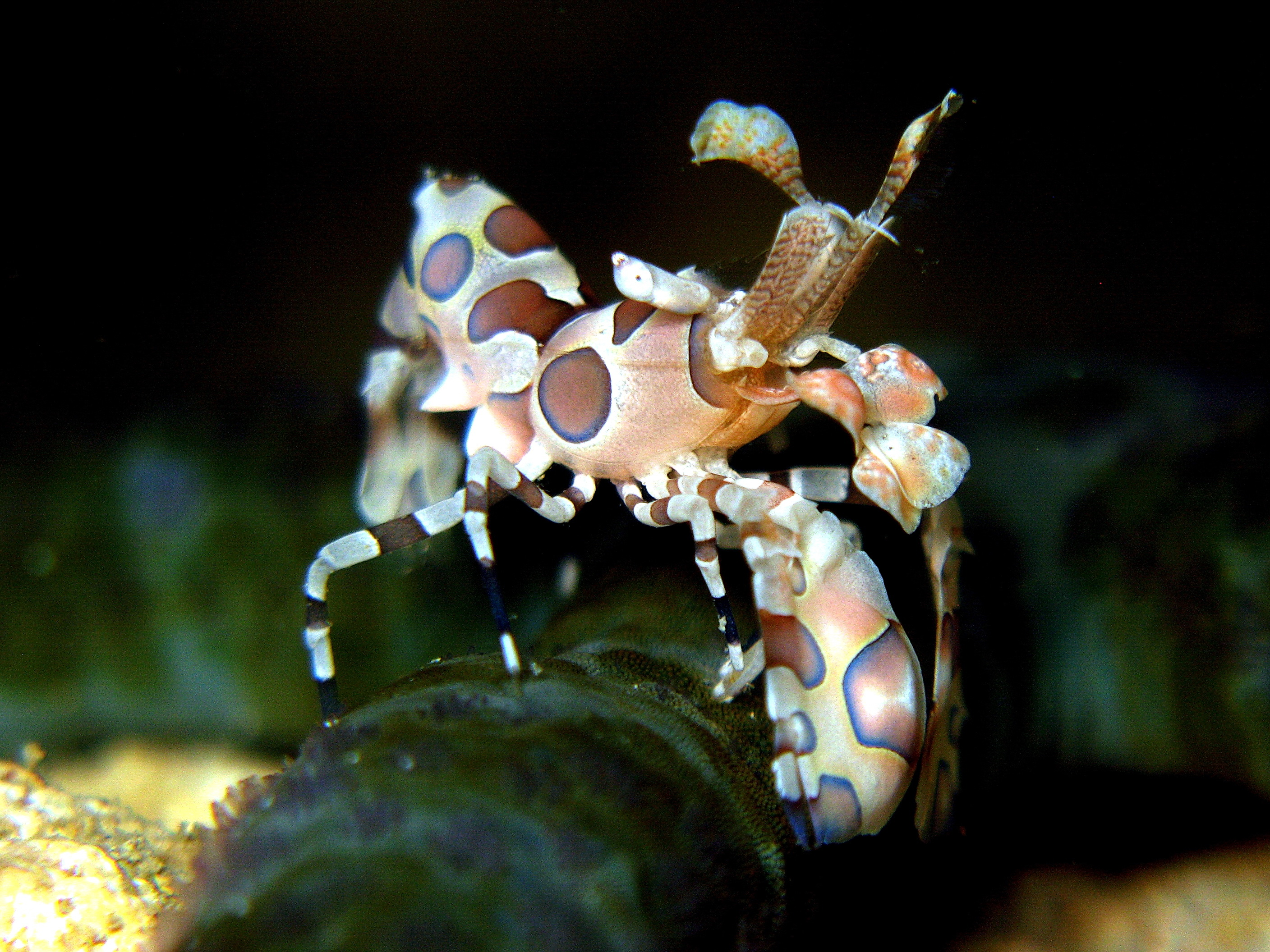
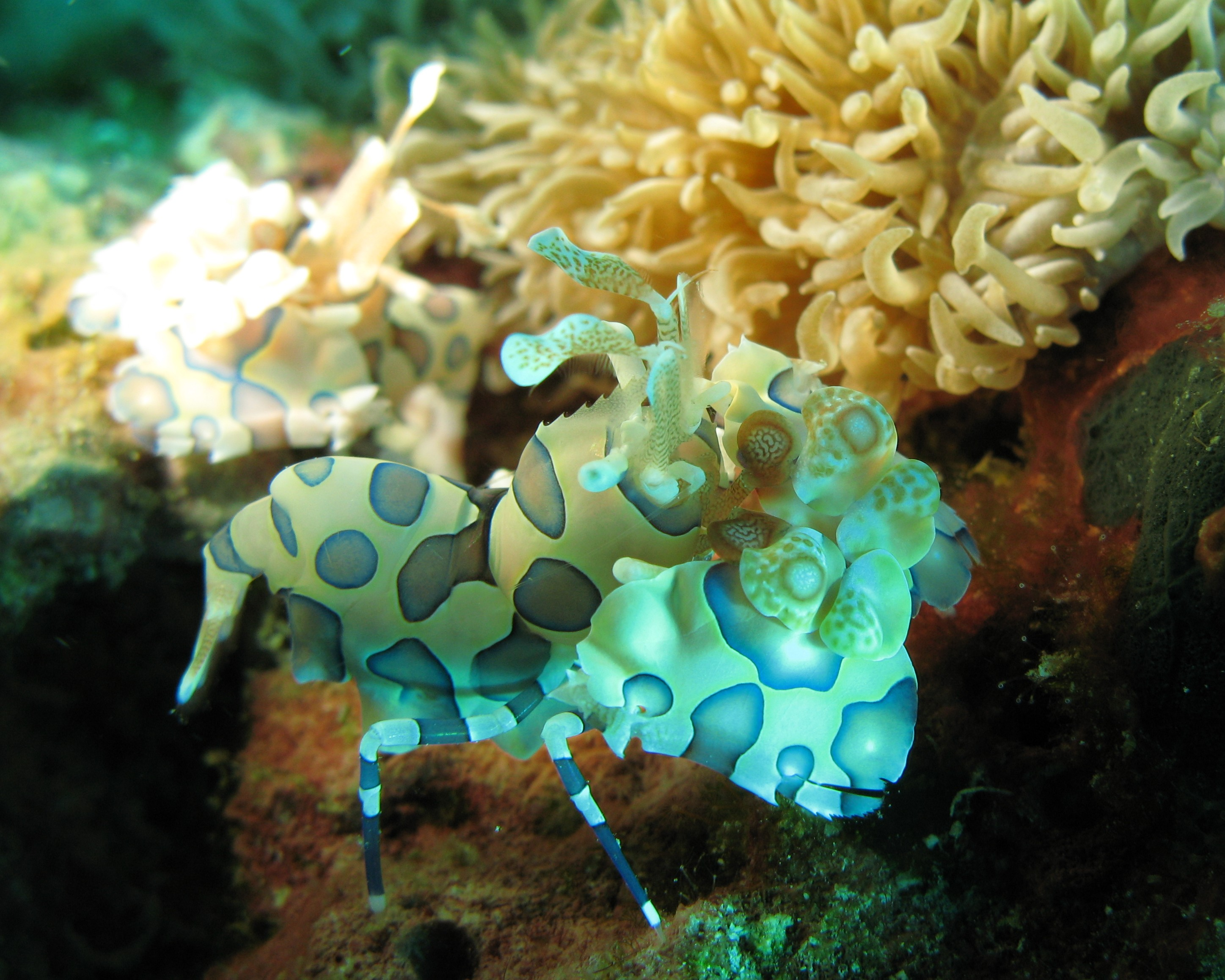
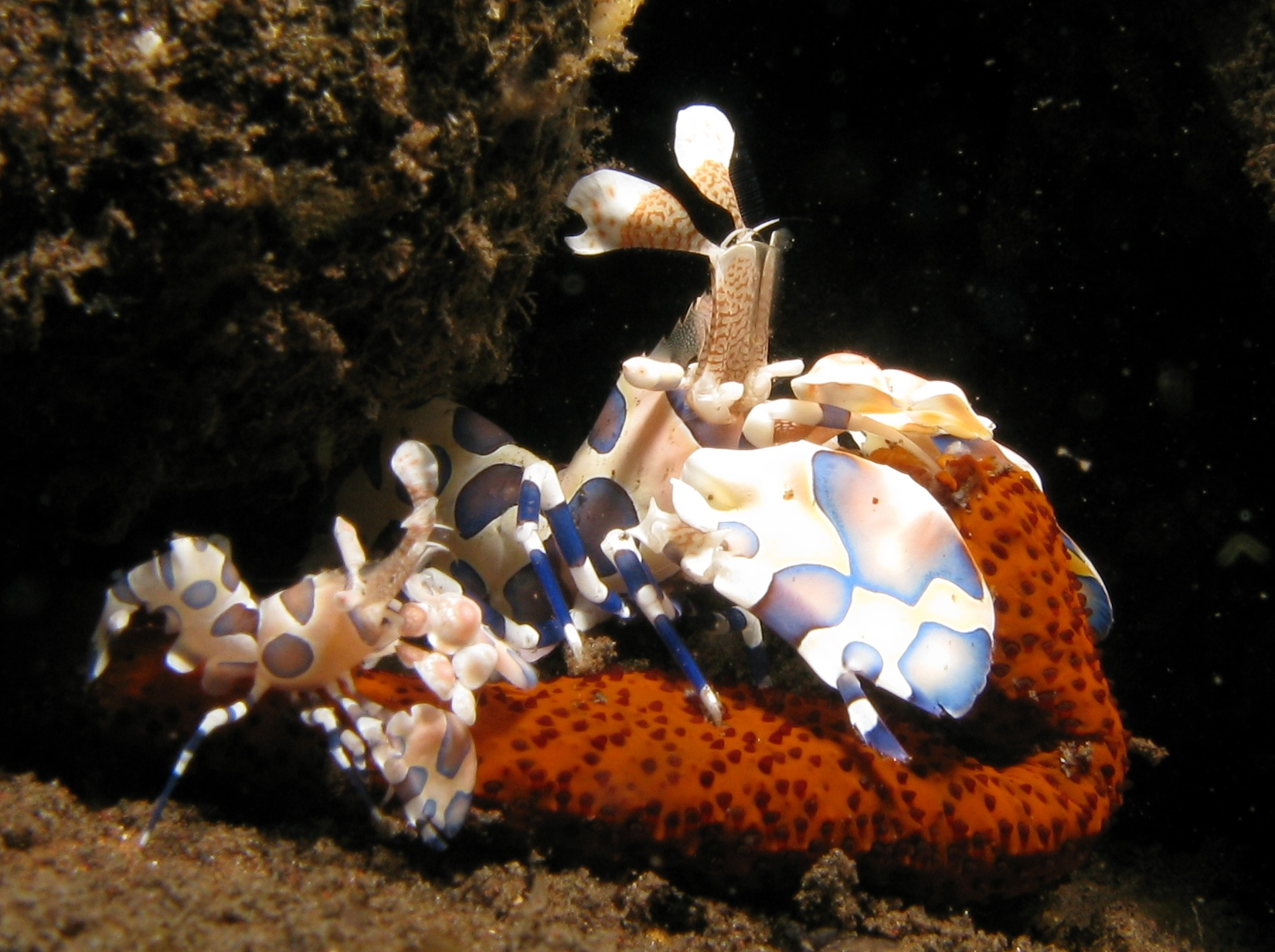
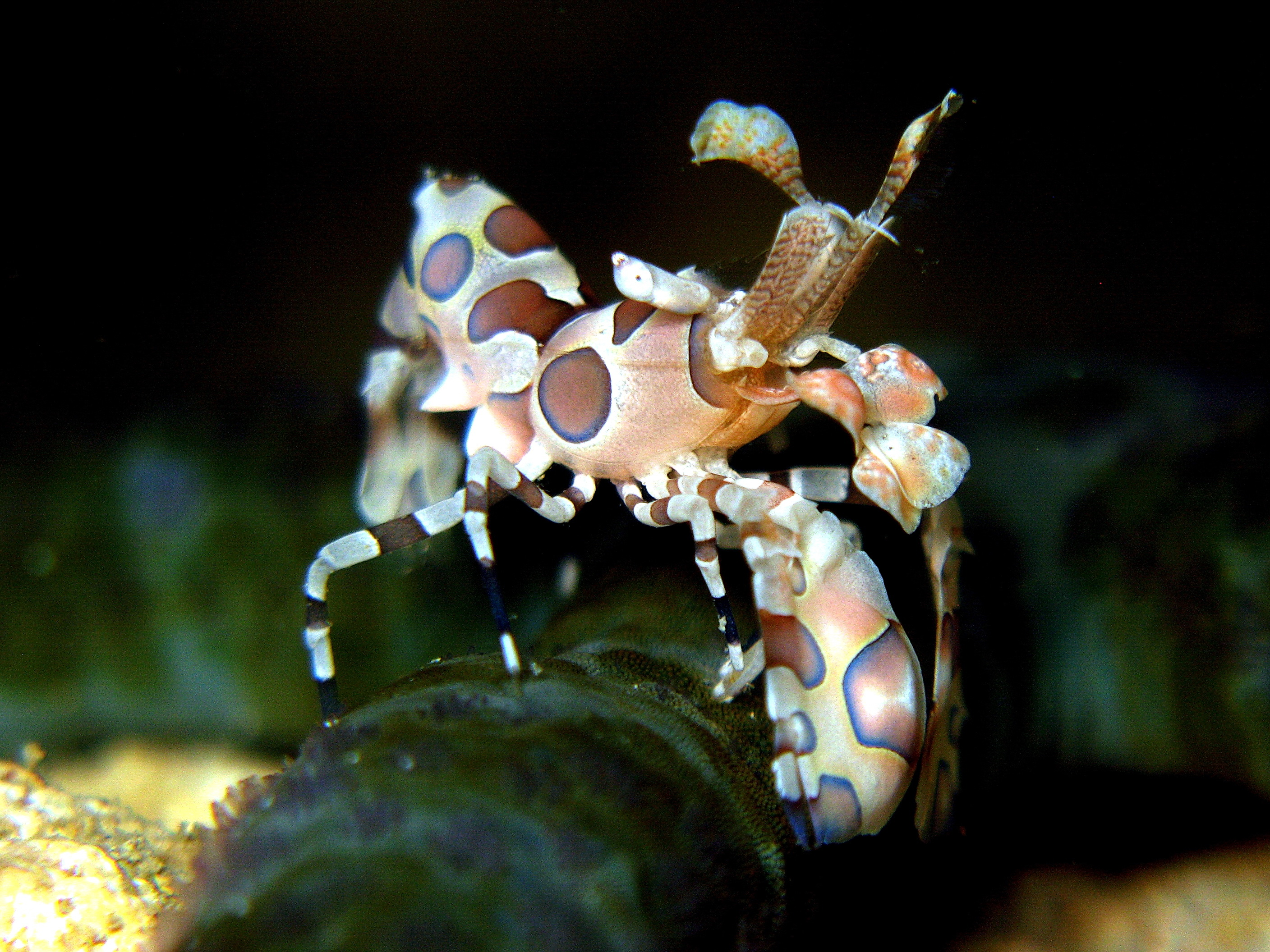